# Incident de la Ligue du sang
 (janvier 2016).
Si vous disposez d'ouvrages ou d'articles de référence ou si vous connaissez des sites web de qualité traitant du thème abordé ici, merci de compléter l'article en donnant les références utiles à sa vérifiabilité et en les liant à la section « Notes et références ».

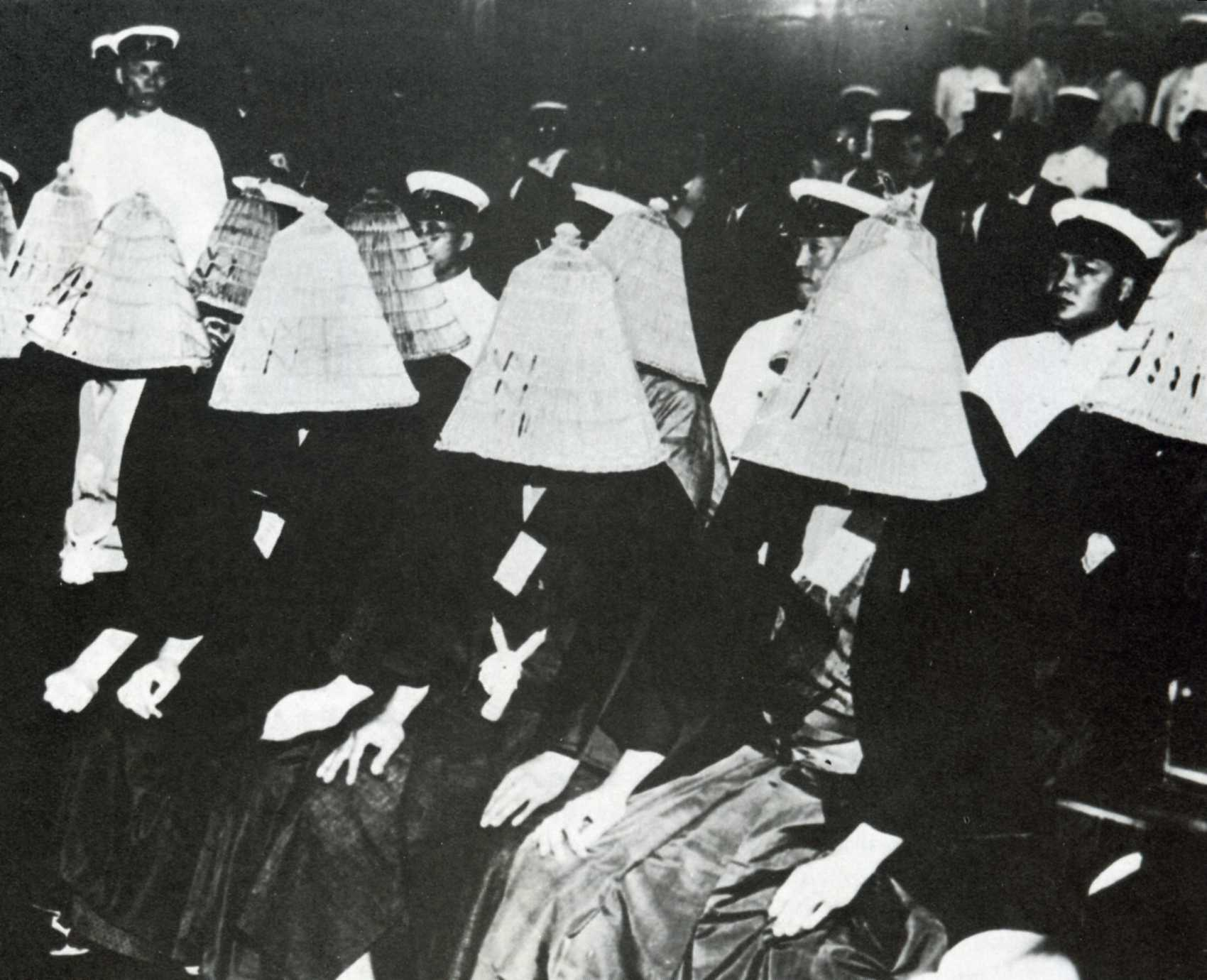
Membres de la Ligue du sang en attente de leur procès.

L'incident de la Ligue du sang (血盟団事件, Ketsumeidan Jiken) est un complot organisé en 1932 au Japon, par la Ligue du Sang, un groupuscule extrémiste, qui a tenté d'assassiner des hommes d'affaires et des politiciens libéraux. L'arrestation des assassins a mené à la découverte de l'existence de ce groupe ultranationaliste mené par un prêtre bouddhiste, Inoue Nissho.

## L'instigateur, Inoue Nissho
Né sous le nom d'Inoue Shirō en 1886 dans la préfecture de Gunma, il fut vagabond et aventurier, puis partit en Manchourie et en Chine recueillir des informations pour l'armée japonaise. Après une série d'expériences mystiques en 1923-24, Inoue fut convaincu que le Japon avait besoin d'une renaissance spirituelle et qu'il était appelé à être son sauveur. Il fonda une école dans la préfecture d'Ibaraki pour soutenir l'agrarisme et les réformes sociales, qui s'est progressivement transformée en centre de formation pour radicaux d'extrême droite. Il adopta le nom de Nissho (« nommé par le soleil ») ainsi que des principes et des symboles dérivés du bouddhisme de Nichiren.
Après l'incident d'octobre, la tentative de coup d'État menée par des officiers de l'armée du Sakurakai en 1931, Inoue se persuada que la réforme nationale ne pourrait être réalisée que par la violence contre ce qu'il voyait comme étant les forces du mal : les politiciens libéraux pro-Occident et les intérêts commerciaux des zaibatsu. Il créa le slogan « ichinin issatsu » (« un homme, un assassinat») et dressa une liste de vingt politiciens et hommes d'affaires dont l'élimination serait la première étape pour rétablir la puissance politique suprême de l'empereur Shōwa.

## Le complot

### Déroulement
Le groupe d'Inoue est entré en contact avec des officiers extrémistes de la Marine impériale japonaise, qui s'étaient fortement opposés à l'entrée du Japon dans le Traité naval de Washington de 1922, et avec un groupe d'étudiants de droite de Tokyo. Inoue a distribué des pistolets automatiques Browning à ses disciples ; cependant, deux seulement ont réussi leur mission. En effet, vingt victimes avaient été désignées mais l'organisation n'a réussi à en tuer que deux : l'ancien ministre du Trésor et chef du Rikken Minseito, Junnosuke Inoue, et le directeur-général du zaibatsu Mitsui, Dan Takuma.
Le 9 février 1932, Sho Onuma tira sur Junnosuke Inoue pendant qu'il descendait de sa voiture pour aller à l'école primaire de Komamoto à Tokyo, où il devait donner un discours politique.
Le 5 mars 1932, Goro Hishinuma abattit Dan Takuma à sa sortie de la banque Mitsui à Nihonbashi, après avoir attendu devant l'entrée avec une photographie de sa victime dans sa poche.
Les deux tueurs furent appréhendés sur place. Le 11 mars 1932, Inoue se rendit au siège de la police métropolitaine de Tokyo où il fut apparemment traité avec le respect dû à un « patriote ».
Deux mois plus tard eut lieu l'incident du 15 mai, des officiers de la Marine, dont certains liés à la Ligue du sang, assassinèrent le premier ministre Tsuyoshi Inukai.

### Intitulé du groupuscule
L'expression « Ligue du sang » est un terme inapproprié. Elle serait une allusion à un serment de fidélité fait par quelques-uns des conspirateurs, mais il n'y a aucune preuve que ce fut un « serment de sang » d'un point de vue technique. Le terme « Ligue du sang » (血盟団, ketsumeidan), cependant, apparut dans la presse pendant le procès des membres et fut adopté par le procureur principal, après l'arrivée d'une pétition à la cour contenant plus de 350 000 signatures écrites avec du sang, qui avait été signée par des sympathisants demandant la clémence.

### Conséquences des attentats
Historiquement, les conséquences les plus importantes de l'incident de la Ligue du sang sont issues du procès, car Inoue et ses associés s'en sont servis comme d'une tribune pour diffuser leurs opinions ultranationalistes. Beaucoup de Japonais eurent de la sympathie à l'égard des conspirateurs, voire de leurs méthodes. Après le procès, il est devenu plus difficile pour les tribunaux de traiter sévèrement les terroristes qui prétendaient agir dans l'intérêt de l'empereur. Plus généralement, le procès et ses conséquences ont contribué à l'érosion de l'état de droit  dans les années 1930 au Japon.
Condamné à la prison à perpétuité en 1934, Inoue fut libéré après une amnistie générale en 1940, et est décédé en 1967.
Cet incident a inspiré l'intrigue centrale du roman de Yukio Mishima, Chevaux échappés.